# Municipio de Motala
Motala (en sueco: Motala kommun) es un municipio en la provincia de Östergötland, al sureste de Suecia. Su sede se encuentra en la ciudad de Motala. El municipio se formó en 1971 por la fusión de la ciudad de Motala con algunos de los municipios rurales adyacentes. Tres años más tarde se agregaron más entidades, entre ellas la antigua ciudad de Vadstena, que en 1980 se separó como municipio de Vadstena.

## Localidades
Hay ocho áreas urbanas (tätort) en el municipio:
| # | Tätort     | Población |
| - | ---------- | --------- |
| 1 | Motala     | 31 385    |
| 2 | Borensberg | 3037      |
| 3 | Tjällmo    | 513       |
| 4 | Fornåsa    | 451       |
| 5 | Nykyrka    | 382       |
| 6 | Österstad  | 325       |
| 7 | Fågelsta   | 291       |
| 8 | Klockrike  | 252       |

## Ciudades hermanas
Motala está hermanado o tiene tratado de cooperación con:
- Eigersund, Noruega
- Hyvinkää, Finlandia
- Korsør, Dinamarca
- Daugavpils, Letonia